# 멜라루카 필드
멜라루카 필드(Melaleuca Field)는 아이다호주 아이다호폴스에 있는 경기장이다. 경기장은 주로 야구에 사용되며 아이다호 폭포 추카스 독립 마이너 리그 야구 팀의 홈 필드이다. 파이오니어 리그 2006-07 오프시즌 동안 건설되었다.
2004년까지 같은 부지인 맥더못 필드를 보수하려 아이다호 펄시에 접근했고, 예상 비용은 335만 달러였다. 시가 프로젝트에 200만 달러를 할당하기로 동의한 후 차커스는 나머지 135만 달러를 마련하기 위해 "Step Up To The Plate" 모금 캠페인을 시작하였다. Idaho Falls 시에서 시작한 기금 마련 캠페인에도 불구하고 예상되는 건설 비용의 급격한 증가로 인해 50만 달러의 예산 부족이 발생했다. 아이다호 펄은 다단계 마케팅 회사 멜라루카는 건설을 완료하기 위해 $600,000를 제공했으며 2007년 6월 22일 경기장 이름이 맥더못 필드에서 멜라루카 필드로 변경되었다.
구 멕더못 필드 경기장은 2006년 10월 30일에 철거되었고 새로운 멜라루카 필드 경기장은 2007년 6월 22일에 건설되었다. 새 경기장에는 3,400석을 수용할 수 있는 좌석, 8개의 고급 박스석, 2개의 대형 판매 부스, 오른쪽 필드 라인에 후원 온수 욕조가 포함된다.

## 특징
관람석에는 1,200개의 박스 좌석, 1,459개의 등받이가 있는 벤치 좌석, 발코니 좌석이 있는 8개의 맞춤형 스위트, 대형 언론 박스, 2개의 대형 매점 부스, 기념품 가게 및 다양한 사무실이 있다.  경기장 표면은 천연잔디(켄터키 블루그래스)이다.

## 수상
2007년, 멜라루카 필드는 최초의 볼파크 다이제스트 우수상에서 "베스트 볼파크 리노베이션"을 수상했다. 2015년에는 볼파크 다이제스트의 베스트 오브 더 볼파크 콘테스트에서 팬들이 뽑은 최고의 신인급 구장으로 선정되었으며, 다이제스트에서 선정한 신인급 최고의 구장 4위에 선정되기도 했다. 2017년 8월 14일, 멜라루카 필드는 새 구장 역사상 백만 번째 팬을 맞이했다.